# Liste der Kulturgüter in Sils im Engadin/Segl
Die Liste der Kulturgüter in Sils im Engadin/Segl enthält alle Objekte in der Gemeinde Sils im Engadin/Segl im Kanton Graubünden, die gemäss der Haager Konvention zum Schutz von Kulturgut bei bewaffneten Konflikten, dem Bundesgesetz vom 20. Juni 2014 über den Schutz der Kulturgüter bei bewaffneten Konflikten sowie der Verordnung vom 29. Oktober 2014 über den Schutz der Kulturgüter bei bewaffneten Konflikten unter Schutz stehen.
Objekte der Kategorie A sind im Gemeindegebiet nicht ausgewiesen, Objekte der Kategorie B sind vollständig in der Liste enthalten, Objekte der Kategorie C fehlen zurzeit (Stand: 13. Oktober 2021).

## Kulturgüter
| Foto |                                                                           | Objekt                                                                          | Kat. | Typ | Standort                                               | Beschreibung |
| ---- | ------------------------------------------------------------------------- | ------------------------------------------------------------------------------- | ---- | --- | ------------------------------------------------------ | ------------ |
| ja   | Datei hochladen · Wikidata zu Reformierte Kirche Fex Crasta (Q2136880)    | Reformierte Kirche / Baselgia refurmeda KGS-Nr.: 3276                           | B    | G   | Fex, Via da Fex 39 778850 / 142920                     |              |
| ja   | Datei hochladen · Wikidata zu Hotel Waldhaus (Sils) (Q1631066)            | Hotel Waldhaus KGS-Nr.: 3277                                                    | B    | G   | Sils/Segl Maria, Via da Fex 3 778499 / 144550          |              |
| ja   | Datei hochladen · Wikidata zu Reformierte Kirche Sils-Baselgia (Q2137067) | Reformierte Kirche St. Laurentius / Baselgia refurmeda San Luregn KGS-Nr.: 3278 | B    | G   | Sils/Segl Baselgia, Via da Baselgia 1 778010 / 145213  |              |
| ja   | Datei hochladen · Wikidata zu Hotel Haus Radolina (Q29785119)             | Hotel Chesa Radolina KGS-Nr.: 3279                                              | B    | G   | Sils/Segl Baselgia, Via da Baselgia 40 778115 / 144990 |              |
| ja   | Datei hochladen · Wikidata zu Hotel Margna, Sils (Q29785120)              | Hotel Margna KGS-Nr.: 3280                                                      | B    | G   | Sils/Segl Baselgia, Via da Baselgia 27 778139 / 145100 |              |
| ja   | Datei hochladen · Wikidata zu Residenz Crastella (Q29785121)              | Residenza Crastella KGS-Nr.: 12470                                              | B    | G   | Sils/Segl Baselgia, Via da Truochs 12 778070 / 144980  |              |